# MasAir

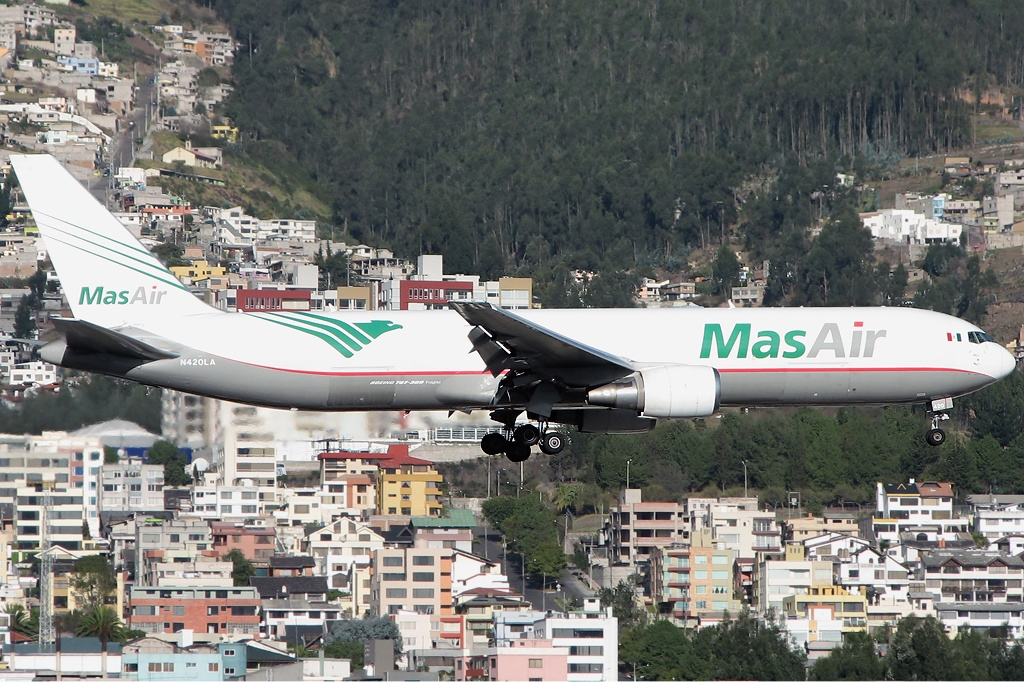

MasAir tên đầy đủ là Aerotransportes Mas de Carga, S.A. de C.V., (mã IATA = M7, mã ICAO = MAA) là hãng hàng không vận chuyển hàng hóa của México, trụ sở ở Thành phố México. Hãng có các tuyến đường chở hàng cố định trong nước và tới Hoa Kỳ. Căn cứ chính của hãng ở Sân bay quốc tế Thành phố México, và các căn cứ khác ở Sân bay quốc tế Los Angeles cùng Sân bay quốc tế Miami.

## Lịch sử
MasAir được thành lập năm 1992 và bắt đầu hoạt động từ tháng 4/1992. Tháng 12/2000 hãng LAN Airlines mua 25% cổ phần của MasAir, rồi sau đó mua thêm. Ngày nay hãng thuộc quyền sở hữu của LAN Airlines (39.5%) và Promotoro Aerea Latinoamericana. Hãng hiện có 182 nhân viên (tháng 3/2007).

## Đội máy bay
(Tháng 3/2007):
- 2 Boeing 767-300F